# Rubinho
Ruben Fernando Moedim, noto come Rubinho (Guarulhos, 4 agosto 1982), è un allenatore di calcio ed ex calciatore brasiliano, di ruolo portiere, preparatore dei portieri dell'Atert Bissen.

## Biografia
Fratello minore di Zé Elias, anch'egli calciatore, i due hanno militato entrambi nel Genoa in due periodi differenti.
Possiede il passaporto italiano.
Nel 2001 è stato inserito nella lista dei migliori calciatori giovani del mondo stilata da Don Balón.

## Caratteristiche tecniche
Molto abile nelle uscite basse – gesto tecnico perfezionato durante la sua esperienza nel campionato brasiliano, in cui i portieri sono spesso chiamati a compiere questo genere di interventi –, è avvezzo anche alle parate in presa alta, oltre a essere discretamente dotato nel gioco coi piedi.

## Carriera

### Club

#### Corinthians e Vitória Setúbal
Messosi in luce nelle giovanili del Corinthians, esordisce nella squadra bianco-nera di San Paolo nella partita di coppa vinta per 2-0 contro il Colo Colo. Le gerarchie della squadra prevedono però Dida e Doni (anche loro poi approdati in Italia, rispettivamente al Milan e alla Roma) prima di lui.
Ceduto definitivamente Dida al Milan, il titolare diventa Doni, ma a causa di una squalifica di 40 giorni per atti violenti il tecnico Geninho schiera Rubinho per il resto della stagione.
Il 9 aprile 2003 gioca la sesta partita del girone 8 della Coppa Libertadores contro il The Strongest, terminata con la vittoria dei brasiliani sui boliviani per 2-0 in trasferta a La Paz.
Nel 2004 il Corinthians preleva dal Santos Fábio Costa (scambio alla pari con Doni), e Rubinho torna a fare la riserva, anche a causa di un brutto infortunio.
Il 31 gennaio 2005, alla scadenza del contratto, rimane svincolato e decide di trasferirsi al Vitória Setúbal, in Portogallo, dopo un periodo di prova all'Hellas Verona.

#### Genoa
Nell'agosto 2006 viene acquistato dal Genoa neopromosso in Serie B, e dopo un iniziale ballottaggio con Nicola Barasso viene preferito a quest'ultimo, che durante il calciomercato invernale del 2006-2007 passa in prestito al Taranto. Con Rubinho tra i pali, i rossoblu nel girone di ritorno accelerano la loro andatura riconquistando, dopo dodici anni, un posto nella massima serie.
Nella stagione 2007-2008 esordisce nel massimo campionato italiano, raggiungendo la decima posizione. L'anno successivo raggiunge il 5º posto, disputando un'ottima stagione. Durante la militanza nella città della Lanterna, inizia a patire un'ernia causata da uno schiacciamento delle vertebre cervicali.

#### Palermo
Il 5 agosto 2009 viene ufficializzato lo scambio di portieri a titolo definitivo tra Palermo e Genoa: Rubinho arriva in rosanero firmando un contratto quadriennale, mentre Marco Amelia passa ai grifoni. Al Palermo, che lo ha pagato 5 milioni di euro, indossa la maglia con il numero 83 su consiglio del direttore sportivo Walter Sabatini, ed è lo stesso numero che indossava a Genova. Il brasiliano è il 14º portiere dell'era Zamparini, iniziata nel 2002; coi rosanero firma un contratto da 700.000 euro a stagione.
Esordisce con la maglia rosanero il 15 agosto nel terzo turno di Coppa Italia contro la SPAL (4-2). Successivamente perde il posto da titolare – addossandosi le colpe – in favore del più giovane Salvatore Sirigu, giocando in rosanero soltanto 6 partite di campionato e 2 di Coppa Italia.

#### Livorno
Perso dunque il posto da titolare e divenuto nel frattempo la terza scelta nella gerarchia del Palermo per tutto il mese di gennaio poiché in odore di trasferimento e per evitare quindi infortuni, il 1º febbraio 2010, ultimo giorno di calciomercato, viene ufficializzato lo scambio di prestiti tra Palermo e Livorno: Rubinho arriva in Toscana, mentre Francesco Benussi va in Sicilia.
Con la nuova maglia è subito titolare, esordendo il 6 febbraio in Livorno-Juventus (1-1). È il migliore in campo per la sua squadra nella partita in trasferta contro i rosanero (27ª giornata), in cui respinge tutte le conclusioni a rete dei padroni di casa arrendendosi solo nel finale al gol vittoria di Fabrizio Miccoli. A fine stagione fa ritorno al Palermo per fine prestito.

#### Torino
Non rientrando più nei piani tecnici della società, che lo aveva ceduto in prestito al Chievo Verona (il contratto era stato firmato ma non depositato per dei tentennamenti della società clivense che hanno turbato la tranquillità del giocatore), il 31 agosto 2010, nell'ultimo giorno di calciomercato, viene ufficializzato il suo passaggio in prestito con diritto di riscatto sulla compartecipazione al Torino, in Serie B.
Subito titolare nella nuova squadra, esordisce coi granata nella terza giornata di campionato, nel pareggio casalingo per 1-1 contro il Crotone. Nel mese di novembre torna a soffrire dell'ernia che ne aveva condizionato le prestazioni ai tempi del Genoa, restando fuori dal campo per diverso tempo.
Tornato al Palermo, rimane ai margini della squadra, fuori dai piani tecnici, non riuscendo a scendere mai in campo, salvo nel campionato Primavera alla quarta giornata contro il Lecce (vittoria per 2-1). Si allena con la squadra fino al 2 dicembre 2011, quando rientra in Brasile e chiede la risoluzione del contratto; così, il 15 dicembre seguente, viene ufficializzata la rescissione con il club siciliano.

#### Juventus
Dopo essersi allenato con il Grêmio Barueri e aver sostenuto un periodo di prova con il Varese (firmando anche un contratto), il 29 agosto 2012, da svincolato, firma un accordo annuale con la Juventus e sceglie di vestire la maglia numero 34. Ritenuto un "uomo-spogliatoio" da dirigenza e staff tecnico bianconero, in rosa occupa il ruolo di terzo portiere dopo Gianluigi Buffon e Marco Storari.
Il 5 maggio 2013, pur non avendo ancora disputato alcuna gara stagionale, grazie alla vittoria interna della Juventus per 1-0 sul Palermo vince – con tre giornate d'anticipo – il primo campionato italiano.
Esordisce con la maglia bianconera il 18 maggio successivo, subentrando a Marco Storari all'80' di Sampdoria-Juventus (3-2), ultima giornata di campionato.
A luglio, dopo esser rimasto svincolato, firma un nuovo contratto con la Juventus con cui vince lo scudetto a fine anno per il secondo anno consecutivo. La sua unica presenza stagionale arriva il 18 maggio 2014, a un anno esatto dal suo debutto in bianconero, giocando il secondo tempo dell'ultima partita di campionato vinta per 3-0 sul Cagliari. Il 2 maggio 2015, grazie alla vittoria esterna della Juventus per 1-0 sulla Sampdoria vince – con quattro giornate d'anticipo – il suo terzo campionato italiano consecutivo. Nella stagione vince anche la Coppa Italia, pur non collezionando alcuna presenza in tutte le competizioni ufficiali a cui partecipano i bianconeri.
Il 25 aprile 2016, grazie alla vittoria della Roma sul Napoli per 1-0, vince - con tre giornate d'anticipo - il suo quarto scudetto consecutivo. Il 21 maggio 2016 vince anche la Coppa Italia, la seconda consecutiva. Chiude anche questa stagione non collezionando alcuna presenza in tutte le quattro competizioni ufficiali. Il 30 giugno 2016, alla scadenza del contratto, termina la sua esperienza in bianconero dopo quattro stagioni, nelle quali ha collezionato quattro scudetti, due Coppe Italia e due Supercoppe italiane; in totale con la Juventus ha giocato due partite, senza subire gol.

#### Como, ritorno al Genoa, Avaí
Dopo essere rimasto senza squadra per diversi mesi, il 14 dicembre seguente firma un contratto semestrale con il Como, militante in Lega Pro. Il 13 gennaio 2017 il DG della squadra lariana Foresti comunica la rescissione, avvenuta per motivi personali, con il portiere brasiliano.
Il giorno dopo firma con il Genoa, facendo così ritorno nella città ligure dopo 8 anni. Nella sua seconda esperienza al Genoa ricopre il ruolo di terzo portiere dietro a Mattia Perin ed Eugenio Lamanna. La sua partita di ritorno al Genoa è contro l'Atalanta, persa 5-0. Rimasto svincolato, inizia ad allenarsi con il pugilato, da sempre sua grande passione.
Il 31 dicembre 2017 firma un contratto annuale con l'Avaí. Lascia la squadra a scadenza naturale del contratto e si ritira il 31 dicembre 2018.

### Nazionale
Nel 1999 difende i pali della Nazionale brasiliana che ad Auckland trionfa al Campionato mondiale di calcio Under-17. Nelle sei partite disputate in Australia mantiene inviolata la porta verde oro per 3 volte, compresa la finale poi vinta 8-7 ai rigori, e viene premiato come miglior portiere del torneo.
Nel 2001 gioca poi in Argentina il Campionato mondiale di calcio Under-20: arrivati ai quarti, i brasiliani vengono superati a Córdoba dalla compagine del Ghana che poi a sua volta verrà sconfitta in finale dai padroni di casa.

### Dopo il ritiro
Nell'estate del 2024 viene assunto come nuovo preparatore dei portieri dell'Atert Bissen, club lussemburghese.

## Statistiche

### Presenze e reti nei club
Statistiche aggiornate al 9 aprile 2017.
| Stagione            | Squadra            | Campionato         | Campionato | Campionato | Coppe nazionali | Coppe nazionali | Coppe nazionali | Coppe continentali | Coppe continentali | Coppe continentali | Altre coppe | Altre coppe | Altre coppe | Totale | Totale |
| Stagione            | Squadra            | Comp               | Pres       | Reti       | Comp            | Pres            | Reti            | Comp               | Pres               | Reti               | Comp        | Pres        | Reti        | Pres   | Reti   |
| ------------------- | ------------------ | ------------------ | ---------- | ---------- | --------------- | --------------- | --------------- | ------------------ | ------------------ | ------------------ | ----------- | ----------- | ----------- | ------ | ------ |
| 2001                | Corinthians        | A1/SP+A            | 0+10       | 0 + -16    | CB              | 0               | 0               | CM                 | 4                  | -7                 | -           | -           | -           | 14     | -23    |
| 2002                | Corinthians        | A1/SP+A            | 0+1        | 0          | CB              | 0               | 0               | -                  | -                  | -                  | -           | -           | -           | 1      | 0      |
| 2003                | Corinthians        | A1/SP+A            | 0+20       | 0 + -24    | -               | -               | -               | CL+CS              | 1+2                | 0 + -4             | -           | -           | -           | 23     | -28    |
| 2004                | Corinthians        | A1/SP+A            | 1+3        | 0 + -2     | CB              | 1               | 0               | -                  | -                  | -                  | -           | -           | -           | 5      | -2     |
| Totale Corinthians  | Totale Corinthians | Totale Corinthians | 1+34       | 0 + -42    |                 | 1               | 0               |                    | 7                  | -11                |             | -           | -           | 43     | -53    |
| 2005-2006           | Vitória Setúbal    | CP                 | 12         | -15        | CP              | 4               | -3              | CU                 | 0                  | 0                  | -           | -           | -           | 16     | -18    |
| 2006-2007           | Genoa              | B                  | 29         | -24        | CI              | 3               | -3              | -                  | -                  | -                  | -           | -           | -           | 32     | -27    |
| 2007-2008           | Genoa              | A                  | 29         | -35        | CI              | 2               | -4              | -                  | -                  | -                  | -           | -           | -           | 31     | -39    |
| 2008-2009           | Genoa              | A                  | 37         | -37        | CI              | 1               | -1              | -                  | -                  | -                  | -           | -           | -           | 38     | -38    |
| 2009-feb. 2010      | Palermo            | A                  | 6          | -8         | CI              | 2               | -3              | -                  | -                  | -                  | -           | -           | -           | 8      | -11    |
| feb.-giu. 2010      | Livorno            | A                  | 11         | -20        | CI              | -               | -               | -                  | -                  | -                  | -           | -           | -           | 11     | -20    |
| 2010-2011           | Torino             | B                  | 26         | -27        | CI              | 0               | 0               | -                  | -                  | -                  | -           | -           | -           | 26     | -27    |
| lug.-dic. 2011      | Palermo            | A                  | 0          | 0          | CI              | 0               | 0               | UEL                | 0                  | 0                  | -           | -           | -           | 0      | 0      |
| Totale Palermo      | Totale Palermo     | Totale Palermo     | 6          | -8         |                 | 2               | -3              |                    | 0                  | 0                  |             | -           | -           | 8      | -11    |
| 2012-2013           | Juventus           | A                  | 1          | 0          | CI              | 0               | 0               | UCL                | 0                  | 0                  | -           | -           | -           | 1      | 0      |
| 2013-2014           | Juventus           | A                  | 1          | 0          | CI              | 0               | 0               | UCL+UEL            | 0                  | 0                  | SI          | 0           | 0           | 1      | 0      |
| 2014-2015           | Juventus           | A                  | 0          | 0          | CI              | 0               | 0               | UCL                | 0                  | 0                  | SI          | 0           | 0           | 0      | 0      |
| 2015-2016           | Juventus           | A                  | 0          | 0          | CI              | 0               | 0               | UCL                | 0                  | 0                  | SI          | 0           | 0           | 0      | 0      |
| Totale Juventus     | Totale Juventus    | Totale Juventus    | 2          | 0          |                 | 0               | 0               |                    | 0                  | 0                  |             | 0           | 0           | 2      | 0      |
| dic. 2016-gen. 2017 | Como               | LP                 | 0          | 0          | CI-LP           | 0               | 0               | -                  | -                  | -                  | -           | -           | -           | 0      | 0      |
| gen.-giu. 2017      | Genoa              | A                  | 2          | -8         | CI              | 0               | 0               | -                  | -                  | -                  | -           | -           | -           | 2      | -8     |
| Totale Genoa        | Totale Genoa       | Totale Genoa       | 97         | -104       |                 | 6               | -8              |                    | -                  | -                  |             | -           | -           | 103    | -112   |
| 2018                | Avaí               | PD/SC+B            | 1+1        | -2 + 0     | -               | -               | -               | -                  | -                  | -                  | -           | -           | -           | 2      | -2     |
| Totale carriera     | Totale carriera    | Totale carriera    | 191        | -218       |                 | 13              | -14             |                    | 7                  | -11                |             | 0           | 0           | 211    | -243   |

## Palmarès

### Club

#### Competizioni statali
- Campionato paulista: 2

Corinthians: 2001, 2003

#### Competizioni nazionali
- Coppa del Brasile: 1

Corinthians: 2002
- Torneo Rio-San Paolo: 1

Corinthians: 2002
- Campionato italiano: 4

Juventus: 2012-2013, 2013-2014, 2014-2015, 2015-2016
- Supercoppa italiana: 2

Juventus: 2013, 2015
- Coppa Italia: 2

Juventus: 2014-2015, 2015-2016

### Nazionale
- Campionato mondiale Under-17: 1

Nuova Zelanda 1999
- Campionato sudamericano Under-20: 1

Ecuador 2001